# 小淵惠三
小淵惠三（日语：／ Obuchi Keizō，1937年6月25日—2000年5月14日），出生于日本群马县中之条町，日本政治人物。毕业于早稻田大学文学部，第84任日本內閣總理大臣，属自由民主党。
他在日本有個外號叫作“平成大叔”，這是因為他在担任竹下登内阁的官房长官时，昭和天皇駕崩的當天下午的記者會上，由他公佈了新的年號“平成”，並恭敬地展示了寫有新年號的紙板。鮮為人知的是，他也是個擁有呼號“JI1KIT”的業餘無線電玩家，曾任國會業餘無線電俱樂部的會長。

## 简歷
- 1937年：6月25日出生。
- 1963年：首次當選眾議院议员
- 1979年：就任第二次大平内閣的總理府總務長官、沖繩開發廳長官
- 1986年：就任眾議院預算委員長
- 1987年：就任竹下内閣的官房長官
- 1991年：就任自由民主黨幹事長（黨總裁海部俊樹）
- 1994年：就任自民党副總裁
- 1997年：就任第二次橋本改造内閣的外務大臣
- 1998年：當選自民黨第18任總裁及第84任内閣總理大臣
- 2000年：4月2日中风，5月14日病逝，终年62岁。

## 政治生涯

### 政次與入閣
小淵惠三之父小淵光平原为群馬縣選出的眾議院議員，故他在群馬縣有一些地方勢力。小淵光平多次連任眾議院议员，但在最後一次連任後的三個月，即1958年8月26日在國會回家的路上突然中風，送醫後逝世。
小淵光平去世後，小淵惠三在1960年第29回眾議院議員總選舉中還沒有被選舉權。當時前參議院議員伊能芳雄（曾任群馬縣知事與長野縣知事）参加竞选，但是最後落選。小淵惠三為了奪回伊能芳雄未能拿到的議院议员，而進入政壇。
1963年11月，小淵惠三就讀大學時，参加第30回眾議院議員總選舉。他受到自民黨推薦参加3區竞选，获得4萬7350票而首次當選（4個議席中排名第三位），時年26歲。同期当选的還有橋本龍太郎、中川一郎、大出俊、田中六助、伊東正義與渡邊美智雄等人。1967年，小淵惠三與大野千鶴子結婚，媒人為橋本登美三郎。

### 1970年代－1990年代
小淵惠三在自民黨内，歷任佐藤派→田中派→竹下派→小淵派的保守主流，成為自民黨内的實力派。小淵惠三與渡部恒三、小澤一郎、羽田孜、梶山静六、奥田敬和和橋本龍太郎七人被稱為「竹下派七奉行」，一直作為未來首相的熱門人選。拜師於竹下登，為竹下直系。
1970年1月20日，就任第三次佐藤內閣的郵政政務次官。就任時以「郵政省的政務次官必須理解基層職務」為理由，混進郵政外務職員中自行派信。當時的郵政省職員與郵局局員大為震驚，因此得到支持。亦因他這樣突出的舉動成為熱門話題（竹下登曾說，眾議院議員並非成為郵差人員，但似乎郵差人員就成為眾議院議員了）。
1972年自民黨總裁選舉中，田中角榮與福田赳夫大戰，世稱為角福戰爭。小淵投票給佐藤派之長佐藤榮作屬意的候選人田中，而不是投票給同鄉的福田赳夫，因此招來期望福田赳夫成為首相的群馬縣縣民的憤怒。在第33回總選舉中大苦戰，結果以全國最低得票當選。
1972年7月12日，小淵惠三就任第1次田中角榮內閣的建設政務次官。1973年11月25日就任第二次田中改造內閣的總理府總務副長官。小淵合共就任三次政務次官，比起自民黨黨內只就任兩次政務次官的慣例來說，是非常例外的例子。
1979年11月9日，小淵惠三初入閣為第二次大平內閣總理府總務長官兼沖繩開發廳長官。比同期的議員入閣時間也最遲。他為竹下登成為首相而奔走，結果在1987年11月6日成立的竹下內閣就任內閣官房長官。小淵惠三亦曾臨時代理内閣總理大臣。

### 平成新機遇

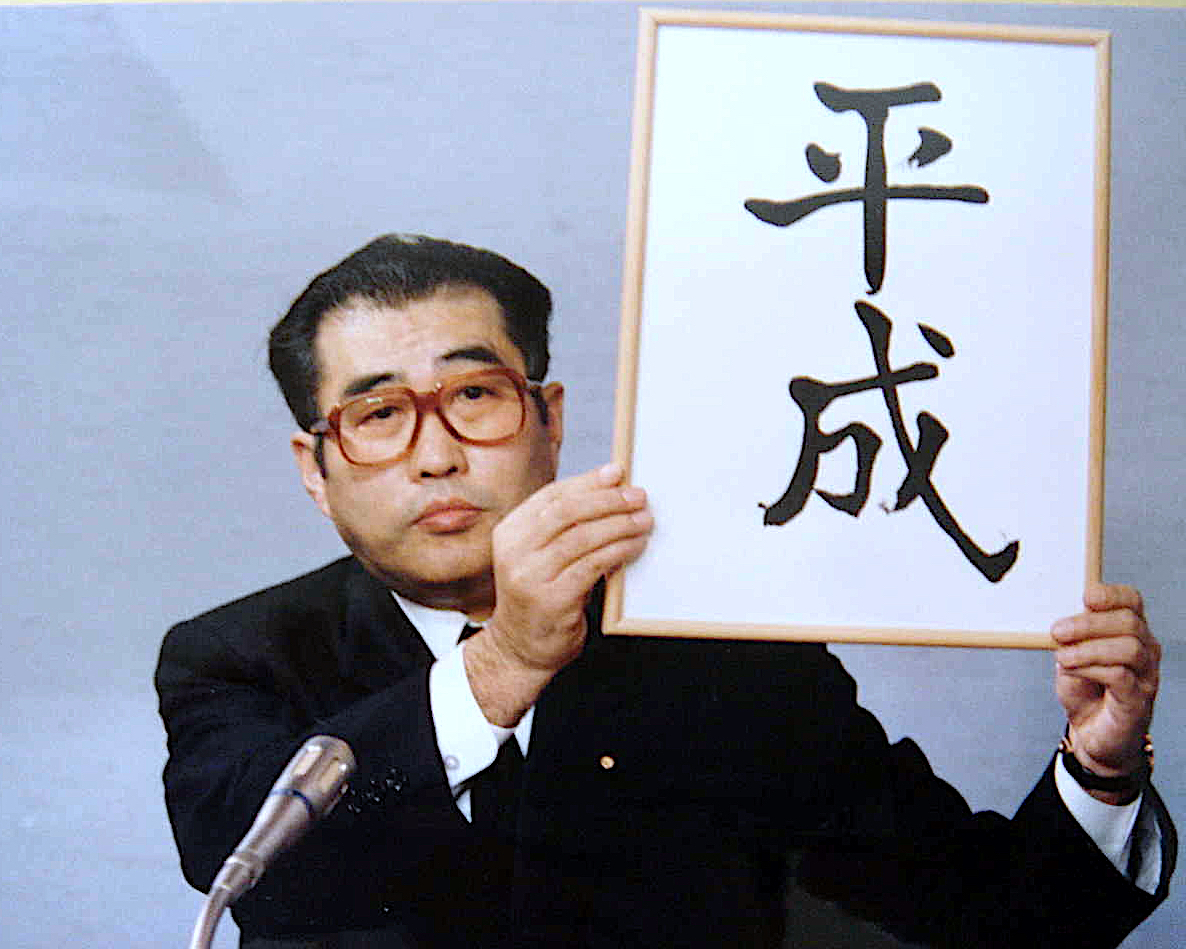
1989年1月7日，小淵惠三公布「平成」年號

他任官房長官時，剛巧遇上昭和天皇駕崩且變更年號。他在1989年1月7日下午的記者會宣布新年號為「平成」。由於發表新元號、招來國民注意，小淵亦因「平成大叔」（平成おじさん）稱號成為超人氣政治家。小淵恭敬地展示寫上「平成」的紙板，多利用作平成時代的象徵。
昭和天皇駕崩後，官房長官需要處理大喪之禮等一連串問題。他發揮了領袖的性質，當時與官房事務副長官石原信雄同鄉，故一同協力面對。
令人深刻的是，當初就任官房長官發接內閣閣僚名單時，一時忘記稱呼環境廳長官堀内俊夫的名字，多次在發言作修正，被揶揄為「訂正長官」。

### 1990年代之後
1991年4月，當時任自民黨幹事長的小澤一郎在東京都知事選舉時，強行推出NHK評論員磯村尚德，引來自民黨東京都支部反對。自民黨與民主社會黨的東京都支部推出現任知事鈴木俊一，形成自民黨的分裂選舉，結果鈴木在五人角逐下成功第三次連任。小澤引咎辭職，故小淵接任自由民主黨幹事長。
1992年10月，經世會（後來平成研究会，屬竹下派）會長金丸信因東京佐川急便事件辭去議員，為繼承金丸的會長職位使小澤一郎與反小澤派的對立被激化。小澤派推出羽田孜，反小澤派推出小淵參選後繼會長。小淵成為後繼派系領袖。而小澤與羽田則自立門戶，成立改革論壇21（羽田、小澤派）與經世會（小淵派）分裂。1993年羽田離開自民黨成立新生黨。
1994年自民黨重新執政後，他擔任自民黨副總裁，專注於黨務、與重要閣僚無緣。1995年，自民黨群馬縣支部聯合會會長選舉之際，對小淵選拔衆院選小選舉區的候選人人才不滿的中曾根康弘，對小淵連任縣聯會長提出異議，而福田康夫亦有異議。結果小淵不再連任，在群馬縣被認為「小淵的政治生命就此結束」。1996年1月，村山富市辭職。小淵派的橋本龍太郎就任內閣總理大臣。身為小淵派會長的小淵表示願意參與政權，在野中廣務勸說下，支援橋本政府。為與河野洋平對抗的加藤紘一就任黨幹事長進行工作。同年10月第二次橋本內閣成立，一道傳出要小淵就任衆議院議長。小淵曾表樂意接受，但因就任議長與未來就任首相無緣招至地方支持者的反對。手下側近的額賀福志郎、青木幹雄、綿貫民輔以及秘書古川俊隆反對故力推，最後由親近竹下的伊藤宗一郎就任眾議院議長。1997年9月，就任第二次橋本内閣改造内閣的外務大臣，重歸政治舞台。對外務省的事業，招來政敵土井多賀子以及菅直人的高評價。
1998年7月30日，橋本首相為第18回参議院議員通常選舉敗北的責任請辭。小淵當選自民黨總裁及總理大臣。由於橋本與小淵同派系，初時招來批判。

## 逝世
2000年4月2日，小淵因中風入院。日前曾有預兆，在回答記者詢問一時無言，花十秒以上時間才能回答。自民黨其後指名内閣官房長官青木幹雄臨時代理首相職權。對於在野黨質疑，在小淵指定青木為首相臨時代理之際，小淵到底是否已失去意識。青木在記者會上否認小淵腦死的傳言。但2000年5月14日下午4時7分，小淵在順天堂大學醫學部附屬順天堂醫院逝世。令人感到天意弄人的是他父親亦因此病逝世。小淵死後，獲追頒大勳位菊花大綬章。
衆議院對曾任總理大臣的議員朗讀弔辭，依慣例是由最大在野黨黨魁朗讀的。本來由民主黨代表鳩山由紀夫朗讀弔辭。但小淵家屬拒絕，故破例由同曾當上總理大臣的在野黨社會民主黨眾議院議員、前首相村山富市在眾議院朗讀弔辭。當時鳩山正強烈攻擊小淵長兄小淵光平與秘書的不當利益，被視為令小淵惠三加重壓力引致突然死亡的原因。野中亦因此曾指責鳩山，亦有指當時自由黨突然脫離執政聯盟，使自民黨舉步為艱才是原因。
马来西亚首相马哈迪·莫哈末通过外务省致函日本首相森喜朗，对小渊逝世表示哀悼。
2000年6月8日，日本武道館舉行「内閣－自民黨聯合葬禮」，再次舉行弔問外交。兩個月後的衆議院總選舉，次女小淵優子出戰群馬5區，與第二位的山口鶴男（前日本社會黨書記長、總務廳長官）相差13萬票的差距當選，之後當選連任。
2006年5月、因七回忌而舉辦的「小淵前首相追思會」森喜朗、橋本龍太郎、青木幹雄與小寺弘之等多位重要人物出席。小淵惠三死後六年，會場有近2000人參加，顯示小淵惠三人氣仍然很高。